# Øresund régió
Az Øresund régió egy regionális együttműködés, ami Dániában Sjælland, Lolland, Falster, Møn és Bornholm, Svédországban pedig Skåne megye területére terjed ki. A két országot a Koppenhága és Malmö közötti Øresund híd, valamint a Helsingør és Helsingborg közötti komp kapcsolja össze.
A régió 20 859 km²-es területén 3,6 millió ember él, ami 171,3 fő/km²-es népsűrűséget jelent. Az itt működő 12 egyetemen 150 000 hallgató tanul és 14 000 kutató dolgozik.

## Történelem
Az Øresund régió elképzelése már korábban is létezett, de a térség közös fejlődésének az Øresund híd 2000. július 1-jei átadása adott nagy lendületet. Működésének első évtizede alatt a kapcsolat fontos szerepet játszott a munkaerő- és lakáspiac egységesülésében. A fizikai kapcsolat létrejötte mellett azonban az emberek gondolkodásában is változásra volt szükség; míg a skåneiek tisztában voltak a Koppenhága kínálta lehetőségekkel, a sjællandiak tartózkodóbbak voltak.

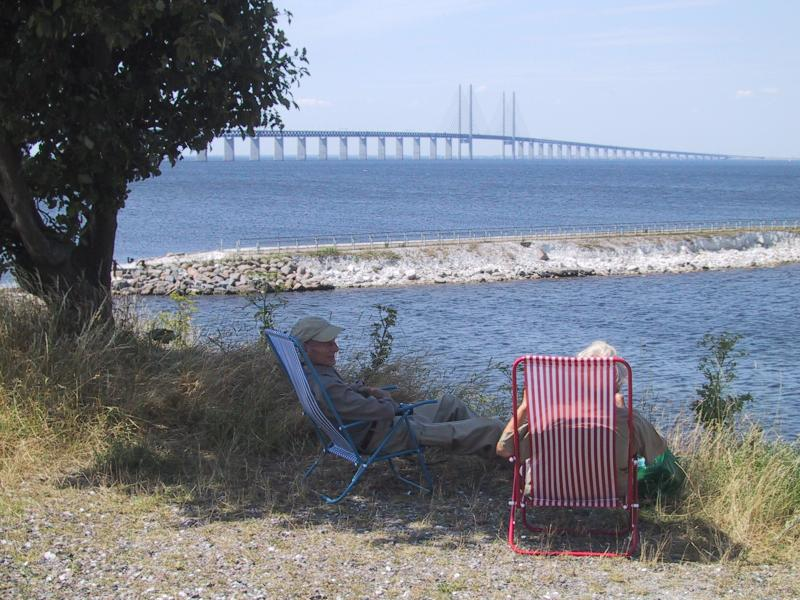
Az Øresund híd

Mindezek ellenére 2010-ben 25 000 dán él a svéd oldalon, naponta 20 800 ember ingázik dolgozni a hídon át, valamint a sjællandiak 68%-ának és a skåneiek 44%-ának él rokona, barátja vagy munkatársa a másik parton. A régióban élők jelentős része øresundi polgárnak tartja magát.

## Jövő
A következő évek legjelentősebb, a régió életét meghatározó beruházásai közé tartozik a Fehmarnbelt-összeköttetés, az ESS és MAX IV létesítmények Lundban, valamint a Malmö és Stockholm között tervezett nagysebességű vasútvonal.